# Edi Shukriu
Edi M. Shukriu (Prizren, 1950) é uma política, arqueóloga e escritora do Kosovo.

## Biografia
Nascida em Prizren, Shukriu fez um mestrado em arqueologia pela Universidade de Belgrado em 1972; em outubro de 1990 concluiu o doutoramento na mesma disciplina na Universidade de Pristina. Trabalhou inicialmente no Museu do Kosovo e, em seguida, ensinou arqueologia em Pristina. Em 1989 ela juntou-se à Liga Democrática do Kosovo, em cujas relações externas ela desempenhou um papel. De 1995 a 2000, ela presidiu ao fórum feminino e também foi membro da Assembleia da República do Kosovo pelo partido. Shukriu escreveu várias colecções de versos e peças, bem como várias obras de não ficção. Entre as primeiras mulheres kosovar a publicar poesia em albanês, ela formou-se no Workshop de Escritores de Iowa em 2005. Ela continuou a ensinar arqueologia e história antiga na Universidade de Pristina.